# Pico de Regalados
Pico de Regalados era una freguesia portuguesa del municipio de Vila Verde, distrito de Braga.

## Historia
Pico de Regalados fue cabecera de un municipio homónimo bastante grande (veinte freguesias y 8864 habitantes en 1849), que quedó extinguido en 1855, integrándose desde entonces la freguesia en el concelho de Vila Verde.  Pico recuperó la categoría de vila el 1 de julio de 2003.
Fue suprimida el 28 de enero de 2013, en aplicación de una resolución de la Asamblea de la República portuguesa promulgada el 16 de enero de 2013 al unirse con las freguesias de Gondiães y Mós, formando la nueva freguesia de Pico de Regalados, Gondiães e Mós.

## Patrimonio
En el patrimonio histórico-artístico de la vila destacan la iglesia matriz de San Pelayo, inaugurada en 1756 y que cuenta con un importante órgano, varias capillas y la casa solariega de los Abreu, del siglo XVIII.